# Chowacz czterozębny
Chowacz czterozębny (Ceutorhynchus pallidactylus) – gatunek chrząszcza z rodziny ryjkowcowatych i podrodziny krótkoryjków. Fitofag kapustowatych.

## Morfologia

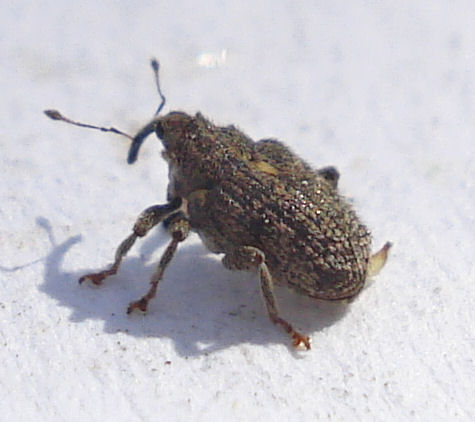

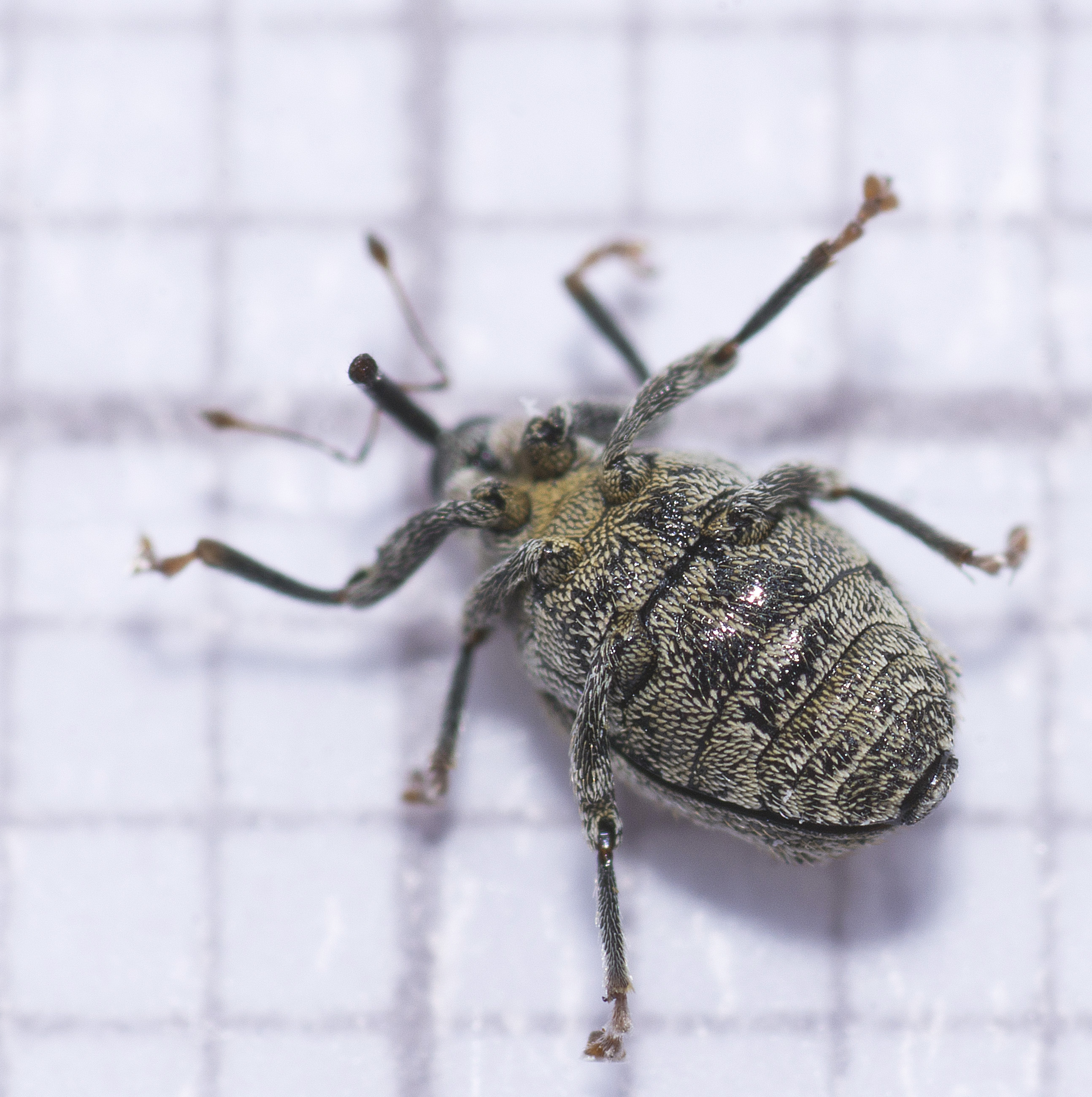
Widok od spodu

Chrząszcz o ciele długości od 2,3 do 3 mm. Oskórek ma barwy czarnej z czerwonymi lub czerwonobrunatnymi czułkami i płatami ocznymi oraz żółtoczerwonymi wierzchołkami goleni i stopami. Głowę ma wyciągniętą w stosunkowo cienki i dość słabo zakrzywiony ryjek. U samca grube punktowanie występuje na całym ryjku, zaś u samicy tylko u jego nasady, a dalej staje się bardzo drobne, wskutek czego ryjek połyskuje znacznie bardziej niż u samca. Czułki mają biczyk złożony z siedmiu członów. Przedplecze jest w obu kierunkach słabo wypukłe, ma silnie podniesiony przód i mocno rozwinięte guzy po bokach. Powierzchnię przedplecza stosunkowo równomiernie i gęsto porastają wydłużone łuski o kolorze szarym lub żółtobrunatnym. Pokrywy mają na międzyrzędach po 1–3 szeregi odstających włosków oraz gęsto rozmieszczone, zaostrzone łuski o szarawym zabarwieniu. Ponadto za tarczką występuje wyraźna plama utworzona przez jasne łuski. W tyle pokryw spiczaste ziarenka formują wyraźny grzebień. Odnóża mają na udach drobne ząbki, jasne włoski i szare łuski. Pazurki zaopatrzone są w ząbki.
Biała larwa długości do 6 mm ma brunatną głowę. Poczwarka jest barwy żółtawej i ma długi ryjek.

## Biologia i ekologia
Owad ten jest fitofagiem roślin z rodziny krzyżowych, m.in. kapusty rzepaku, kapusty warzywnej, kapusty polnej, gorczycy białej, gorczycy polnej, chrzanu pospolitego, rzodkwi zwyczajnej, rzodkwi świrzepy, rzepichy błotnej, rzepichy leśnej, rzepichy ziemnowodnej, stulisza lekarskiego, stulisza Loesela, stulisza sztywnego, czosnaczku pospolitego i dwurzędu murowanego. Może powodować duże szkody w przypadku żerowania na roślinach uprawnych, zwłaszcza na rzepaku.
Osobniki dorosłe spotykane są w ciągu całego roku. Zimują w ściółce lub w górnej warstwie gleby. Na świat przychodzi jedno pokolenie w ciągu roku. Jaja samice składają od marca do lipca na ogonkach liściowych, nerwie, blaszce liściowej lub łodydze rośliny żywicielskiej. Umiejscawiają je w wygryzionych żuwaczkami, pokrytych wydzieliną jamkach. Łącznie jedna samica złożyć może od 140 do 300 jaj. Żerowanie larwy odbywa się w ogonku liściowym lub łodydze, rzadziej w korzeniu; może ono indukować powstawanie zgrubień na organach rośliny. Przepoczwarczenie następuje w glebie na głębokości od 1 do 4 cm, w otoczce z posklejanych wydzielinami grudek ziemi. Łącznie rozwój trwa około 3 miesięcy.

## Rozprzestrzenienie
Gatunek ten występuje głównie w zachodniej części Palearktyki, ale znany jest też z jej części wschodniej, krainy etiopskiej, a ponadto zawleczony został do nearktycznej Ameryki Północnej. W Europie znany jest z niemal wszystkich krajów, w tym z Polski; brak go jedynie w północnej części Półwyspu Skandynawskiego. W palearktycznej Afryce występuje w Algierii, Tunezji i na Wyspach Kanaryjskich. W Azji znany jest m.in. z Bliskiego Wschodu, Kaukazu i Cypru.